# Emura
絵夢羅
Œuvres principales
W-Juliette
Emura (絵夢羅) est un mangaka japonais né le 19 mars 1978 dans la Préfecture de Kanagawa.

## Œuvres
- 1997-2002 : W-Juliette (W ジュリエット, Daburu Jurietto?), 14 volumes (Hana to yume, Hakusensha)
- 2002 : Nana'iro no Shinwa (七色の神話?), one shot (Hana to yume, Hakusensha)
- 2003 : Michibata no Tenshi (道端の天使?), 4 volumes (Hana to yume, Hakusensha)
- 2004-2005 : Gokuraku Dōmei (極楽同盟?), 4 volumes (Hana to yume, Hakusensha)
- 2006-en cours : W-Juliette II (WジュリエットII, Daburu Jurietto II?), 14 volumes (Hana to yume, Hakusensha)
- 2007 : Grand Sun (グランドサン?), 3 volumes (Hana to yume, Hakusensha)
- 2008 : Kyō mo Ashita mo (今日も明日も。?), 5 volumes (Hana to yume, Hakusensha)